# Keyara Wardley
Keyara Wardley (27 de janeiro de 2000) é uma jogadora de rugby sevens canadense.

## Carreira
Wardley fez parte da equipe canadense dos Jogos Olímpicos de Verão da Juventude de 2018 que ganhou a medalha de bronze.
Em junho de 2021, Wardley foi nomeada para a equipe olímpica do Canadá em 2020. Ela competiu pelo Canadá na Copa do Mundo de Rúgbi Sevens de 2022 na Cidade do Cabo. Eles ficaram em sexto lugar geral depois de perder para Fiji na final do quinto lugar.
Ela foi escolhida para as Olimpíadas de Verão de 2024 em Paris, França. A equipe ganhou uma medalha de prata, vindo de 0-12 atrás para derrotar a Austrália por 21-12 nas semifinais, antes de perder a final para a Nova Zelândia.
Ela foi escolhida para as Olimpíadas de Verão de 2024 em Paris, França. A equipe ganhou uma medalha de prata, vindo de 0-12 atrás para derrotar a Austrália por 21-12 nas semifinais, antes de perder a final para a Nova Zelândia.